# Pompeo Borra

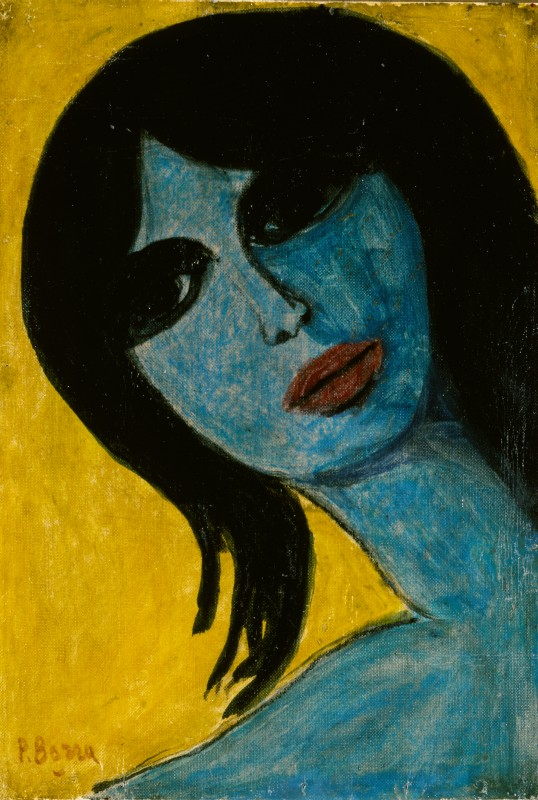
Visage, 1972 (collections d'Art de la Fondazione Cariplo)

Pompeo Borra, né en 1898, et mort en 1973, est un peintre italien.

## Biographie
Pompeo Borra naît  en 1898 à Milan. Il y fait des études variées : fréquente d'abord les écoles techniques, puis, brièvement, le cours de décoration à la Scuola degli Artefici à l'Académie de Brera.
Après avoir combattu en tant que volontaire dans la Première Guerre mondiale en 1916, il retourne à Milan, où il   fait ses débuts à la Famiglia Artistica en 1920.
En 1924, il participe à l'Esposizione Internazionale d'Arte à Venise, suscitant l'intérêt de la critique avec son langage sévère dérivé du Quattrocento caractérisé par des volumes solides et des atmosphères suspendues et irréelles. Son style archaïque l'attire au Novecento Italiano et à partir de 1926, il participe à tous les spectacles du groupe. En 1928, il expose dans la grande exposition d'art italien, organisée par Franz Roh, le théoricien du Réalisme Magique et du Neue Sachlichkeit allemand.
Dans les années 1930, il renouvelle son langage pictural en adoptant une gamme de couleurs plus légères et plus lumineuses, sans toutefois abandonner les volumes solides de ses figures. Avec les peintures de cette période, sa réputation d'artiste s'affirme et il remporte le Prix Principe Umberto en 1934. 
Entre 1936 et 1939, il fait de fréquents séjours à Paris où il entre en contact avec l'art marchand Léonce Rosenberg, directeur de la galerie de L'Effort Moderne et promoteur de Pablo Picasso et Georges Braque. À cette époque, sa peinture est influencée par les recherches contemporaines sur l'art abstrait, ce qui donne lieu à un nombre limité d'œuvres géométriques. Elle est suivie d'une vaste production dans laquelle l'artiste n'a pas abandonné la figuration et  peint principalement des portraits et des paysages féminins. Différentes variations sur ces sujets ont été fréquemment produites tout au long de sa période de maturité, qui se distingue par une recherche intense sur la couleur, appliquée dans de larges champs plats en utilisant des tons qui s'opposent délibérément, et sur la simplification de la forme à l'intérieur d'un espace bidimensionnel. Il  commence à enseigner l'art en 1948, d'abord dans une école secondaire, puis à l'Académie Brera, où il est nommé directeur en 1970.
Il meurt en 1973 à Milan.